# Vjekoslav Klaić
Vjekoslav Klaić (Garcsin, 1849. június 21. – Zágráb, 1928, július 1.), horvát történész, író, zenetudós, a Zágrábi Egyetem rektora.

## Élete
1849-ben született a közép-szlavóniai Garcsinban. Apja Franjo Žaverij Klaić, tanár, édesanyja Jung Tekla volt. A keresztségben az Aloysio Ferdinand Francis nevet kapta. A leendő horvát történészt német szellemben és nyelven nevelték, mert anyja német volt. Varasdon és Zágrábban tanult, a szemináriumban jobban érdekelte az irodalom és a zene, mint a történelem. Társaival néhány kompozíciót is előadtak. A zágrábi Klasszikus Gimnáziumban érettségizett 1865-ben. 
1867-ben abbahagyta a teológiai tanulmányokat és 1869-ig Varasdon tanársegédként dolgozott. Ekkor Bécsbe ment, ahol 1872-ig történelmet és földrajzot tanult, majd tanulmányai befejezése és a diploma megszerzése után több mint ötven évig középiskolai tanárként működött. 1874-től 1878-ig és 1882-től 1893-ig a Klasszikus Gimnáziumban tanított. 1878 és 1882 között a Zágrábi Egyetemen helyettesítő tanárként dolgozott a Bölcsészettudományi Karon. 1884 és 1893 között magán adjunktusként a Bölcsészettudományi Kar Földrajz Tanszékén tanított. 1893-tól a Zágrábi Egyetemen általános történelmet kezdett tanítani, és kisebb megszakításokkal a tanszéken maradt egészen 1922-ig, nyugdíjba vonulásáig. Közben 1902 és 1903 között az egyetem rektora volt. 1893-ban az akadémia levelező, 1896-ban rendes tagja lett, emellett a Prágai Egyetem tiszteletbeli doktora és a Cseh Tudományos Akadémia külső tagja volt. Közreműködött a „Hrvatska lipa” című jobboldali hetilapban (1875-ben szerkesztette), évekig volt szerkesztője a „Vienac” irodalmi folyóiratnak (1882-1889). 
Földrajzi kutatásai eredményeként számos atlasz és tankönyv, valamint Horvátország természetföldrajza (1878) és Horvátországok földrajza (I – III, 1880–83) című könyvei jelentek meg. Sikeres novellákat és politikai cikkeket is írt horvát szellemben. 1882-ben megalapította és 1891-ig vezényelte a Hrvaski Sokol amatőr zenekart, melynek karmestere volt. 1892-ben Vjenceslav Novakkal együtt szerkesztette a „Gusle” című havi világi és egyházi zenei magazint. 1893-ban egy horvát énekeskönyvet készített a sajtó számára, amelyben egy kisebb művet is komponált (a „Svraćanje” című dalt). 1910-től a „Horvát Sárkány Testvériség” tagja volt. 1928. július 1-jén Zágrábban halt meg, és a zágrábi Mirogoj temetőben temették el. Hagyatékát részben a Horvát Tudományos és Művészeti Akadémia Levéltára, az NSK, a Zágrábi Egyetem Levéltára és Ljerka Klaić-Majnarić unokái őrzik.

## Munkássága
Történeti tanulmányaiban a horvát történelem témáival foglalkozott a bevándorlástól a 20. századig. Különösen értékesek a horvát középkorról, a középkori Szlavónia korai hovatartozásáról és a horvát nemesi családokról szóló írásai. Alapművében A horvátok történetében a legrégibb időktől a 19. századig (I – V., 1899–1911) a horvát történelem 1608-ig tartó eseményeivel foglalkozott. Ezzel a genetikai irányzat legkiemelkedőbb képviselőjének bizonyult a horvát történetírásban, mellyel erősen befolyásolta a nemzettudat fejlődését és a horvát történelmi tudományt. Számos alaptanulmányt publikált Bosznia-Hercegovináról, melyekben a történeti, földrajzi és néprajzi kutatások eredményeit egyesítette (Bosznia: Adatok Bosznia-Hercegovina földrajzához és történetéhez. Első rész: Földrajz, 1878; Bosznia története a királyság összeomlásáig, 1882). Pavle Ritter Vitezović munkásságát tanulmányozva Zágráb történetével és kultúrájával foglalkozott, így számos kisebb tanulmány mellett megjelent monográfiája Zágráb város statútumáról. A horvát nép lelki és politikai egységének fontosságáról szóló jobboldali ideológiával összhangban, iskolatörténeti tankönyveiben Horvátország függetlenségének évszázados gondolatát hangsúlyozta.
Sajnos nem sikerült befejeznie a Kugli kiadónál öt könyvben (1899-től 1911-ig) megjelent monumentális történetírói munkáját, a Horvátok történetét. Munkáját értékelve egy másik nagy horvát történész, Ferdo Šišić rámutat: „Klaić munkássága felülmúlja történetírásunk összes korábbi ilyen jellegű munkáját”, míg Jaroslav Šidak szerint „minden hiányosságával együtt a munka 15. és 16. századi adatainak bősége a mai napig felülmúlhatatlan.” A Matica Hrvatska adta ki másodszor és Trpimir Macan rendezte nyomda alá 1982-ben a horvátok történetéről írt nagyszabású művét.
Zeneszerzőként jelentősebb műveket nem alkotott, de munkájával hozzájárult a horvátországi zenei élet fejlődéséhez. Szemináriumi tartózkodása alatt 1863-től 1867-ig az Illír Nemzeti Zenekari Társulatban (később „Vijenac”) 1864-től vonósnégyest vezetett, amelyben hegedült, 1866-tól pedig az utolsó remény című nyitányát bemutató zenekart vezényelte.  Hozzájárulása a Horvát Zenei Intézet fejlődéséhez (1890-től haláláig alelnöke volt) olyan jelentős, hogy az 1890 és 1920 közötti időszakot „Klaic korszakának” nevezik. Vjenceslav Novákkal 1892-ben elindította és szerkesztette a „Gusle” című havilapot, és tanulmányaival befolyásolta a zenetörténetírás fejlődését.

## Művei
- Prirodni zemljopis Hrvatske, Zagreb, 1878
- Zemljopis zemalja u kojih obitavaju Hrvati, 1–3, Zagreb, 1880–1883
- Poviest Bosne do propasti kraljevstva, Zagreb, 1882
- Slavonija od X-XII vijeka, Zagreb, 1882
- Pripoviesti iz hrvatske poviesti, 1–3, Zagreb, 1886–1891
- Atlas za hrvatsku povjestnicu, Zagreb, 1888
- Povjest Hrvata od najstarijih vremena do svršetka XIX. stoljeća, 1–5, Zagreb, 1899–1911
- Hrvati i Hrvatska. Ime Hrvat u historiji (povijesti) slavenskih naroda, Zagreb, 1890
- Hrvatska pjesmarica: sbirka popjevaka za skupno pjevanje, Zagreb, 1893
- Bribirski knezovi od plemena Šubić do god. 1347.: sa jednom rodoslovnom tablicom, Zagreb, 1897
- Hrvatska plemena od XII. do do XVI. stoljeća, 1897
- Krčki knezovi Frankapani, 1, Zagreb, 1901
- Statut grada Zagreba: od god. 1609. i reforma njegova god. 1618, Zagreb, 1912
- Život i djela Pavla Rittera Vitezovića: (1652–1713), 1914
- Zagreb 1910–1913, Zagreb, 1918
- Knjižarstvo u Hrvata, Zagreb, 1922
- Crtice iz hrvatske prošlosti, Zagreb, 1928

## Elismerései
Zágráb város díszpolgára (1925)

## Díjai
- 1876: A gróf Ivan Nepomuk Drašković Alapítvány irodalmi díja a „Horvátország természetföldrajza” című művéért.
- 1900: A gróf Ivan Nepomuk Drašković Alapítvány irodalmi díja, a „Horvátok története: a legrégibb időktől a XIX. századig” című művéért.
- 1913: A gróf Ivan Nepomuk Drašković Alapítvány irodalmi díja a „Pavle Ritter Vitezović élete és munkássága (1652–1713)” című művéért.